# Zeytin Tepesi
Zeytin Tepesi  es una serie de televisión turca de 2014, protagonizada por Aslıhan Gürbüz y Tayanç Ayaydın. Producida por MF Yapım y transmitida por Kanal D. Debido a los bajos índices de audiencia, llegó a su final en su octavo episodio el 2 de abril de 2014.

## Sinopsis
Deniz Gökçener (Aslıhan Gürbüz), la menor de cuatro hermanas, va a la cárcel tras ser acusada injustamente de matar a Malik Karata, el hombre más rico de Zeytin Tepesi y padre del hombre del que se enamoró, Tarık (Tayanç Ayaydın). Aunque no admite su culpabilidad, todos, incluida su familia, creen que cometió el asesinato. 
Después de 8 años, cuando termina su condena y es liberada, regresa a Zeytin Tepesi, pero encuentra un pueblo muy diferente al que dejó: la persona con la que estaba apasionadamente ligada en el pasado es ahora su enemigo, y su amada madre está desaparecida. 
A pesar de cargar con las miradas inquisidoras de la gente y la hostilidad por parte de Tarik y la familia Karatay, Deniz nunca renunciará a su objetivo de encontrar a su madre y demostrar su inocencia.

## Reparto
| Actor/Actriz       | Personaje       |
| ------------------ | --------------- |
| Aslıhan Gürbüz     | Deniz Gökçener  |
| Tayanç Ayaydın     | Tarık Karatay   |
| Salih Bademci      | Akın Karatay    |
| Ayça Varlıer       | Yıldız Gökçener |
| Serkan Çayoğlu     | Burak Altaylı   |
| Zerrin Sümer       | Keriman Toprak  |
| Hakan Karahan      | Ragıp Tolunay   |
| Oya Akar           | Oya Tolunay     |
| Neşem Akhan        | Suna Gökçener   |
| Sezgi Sena Akay    | Nevin Karatay   |
| Atilla Saral       | Emin Karatay    |
| Haldun Boysan      | Abogado         |
| Özdemir Çiftçioğlu | Notario         |
| İpek Tenolcay      | Madre           |